# Бразильский дровосек-большезуб
Бразильский дровосек-большезуб (лат. Macrodontia cervicornis) — крупный жук из семейства Усачи. Один из крупнейших жуков в мире. Латинское название вида дословно переводится как «крупнозубка оленерогая».

## Описание
Максимальная зарегистрированная длина самца — 178 мм. Имеет относительно короткие усики, но сильно развитые, длинные изогнутые и зубчатые мандибулы.
Личинка развивается в гнилой древесине на протяжении 6 лет.

## Ареал
Неотропическая область Южной Америки: Перу, Бразилия, Французская Гвиана, Колумбия, Эквадор, Боливия.